# Ի
Ի, ի (ini) – jedenasta litera alfabetu ormiańskiego. Jest wykorzystywana do oddania dźwięku [ɪ], tj. samogłoski prawie przymkniętej przedniej scentralizowanej niezaokrąglonej. Została stworzona przez Mesropa Masztoca, podobnie jak pozostałe litery alfabetu ormiańskiego (oprócz օ, ֆ i և).
Litera Ի jest transkrybowana w języku polskim jako I.
W ormiańskim systemie zapisywania liczb literze Ի jest przypisana liczba 20.

## Kodowanie
| Znak                   | Ի                           | Ի                           | ի                         | ի                         |
| ---------------------- | --------------------------- | --------------------------- | ------------------------- | ------------------------- |
| Nazwa w Unikodzie      | Armenian Capital Letter Ini | Armenian Capital Letter Ini | Armenian Small Letter Ini | Armenian Small Letter Ini |
| Kodowanie              | dziesiątkowo                | szesnastkowo                | dziesiątkowo              | szesnastkowo              |
| Unicode                | 1339                        | U+053B                      | 1387                      | U+056B                    |
| UTF-8                  | 212 187                     | d4 bb                       | 213 171                   | d5 ab                     |
| Odwołania znakowe SGML | &#1339;                     | &#x053B;                    | &#1387;                   | &#x056B;                  |